# إيماءة الرأس

إيماءة الرأس

إيماءة الرأس هي شكل من أشكال التواصل غير الكلامي بواسطة الرأس حيث يميل الرأس بالتناوب لأعلى ولأسفل على طول المستوى السهمي. في العديد من الثقافات ولكن ليس عالميًا، تستعمل كثيرا للإشارة إلى الاتفاق أو القبول أو التحية.
هناك عدة استثناءات كما في اليونان وقبرص وإيران وتركيا وبلغاريا، حيث إن إيماءة واحدة بالرأس للأعلى دون التحريك للأسفل تشير إلى "لا". تتبادل بعض الثقافات أيضًا المعاني بين الإيماء وهز الرأس.